# Green Bay, Wisconsin
Green Bay este un oraș și sediul comitatului Brown, statul Wisconsin, Statele Unite ale Americii.
Orașul se află în golful omonim, Green Bay (Golful verde), la gura de vărsare a râului Fox în Lacul Michigan. Localitatea se află la altitudinea de 177 m deasupra n.m., se întinde pe o suprafață de 140,7 km², dintre care 113,6 km² este uscat. În anul 2006 orașul avea 101.203 locuitori, iar ca metropolă 226.778 de locuitori. Orașul este cunoscut prin echipa de fotbal american, Green Bay Packers, care joacă în divizia națională de nord, din Statele Unite.

## Personalități marcante
- Ken Anderson (* 1976), wrestler
- Jay DeMerit (* 1979), fotbalist
- Arnie Herber (1910–1969), jucător de fotbal american
- Jim Knipfel (* 1965), scriitor
- Christopher Kriesa (* 1949), actor
- Donald A. Kuske (1922–1944), pilot
- Curly Lambeau (1898–1965), jucător de fotbal american
- Steve Preisler, chimist și autor
- Tony Shalhoub (* 1953), actor
- Zack Snyder (* 1966), actor și regizor